# Dzotobilchay
 (février 2022).
Si vous disposez d'ouvrages ou d'articles de référence ou si vous connaissez des sites web de qualité traitant du thème abordé ici, merci de compléter l'article en donnant les références utiles à sa vérifiabilité et en les liant à la section « Notes et références ».
Le dzotobilchay (du maya ts'o tobil chay litt. "pâte de maïs cuite avec de la chaya") est une variété de tamal appelé aussi brazo de reina, un aliment traditionnel de la cuisine mexicaine et de la péninsule du Yucatán. Tamal (pâte de maïs roulée) avec sauce tomate, graines de courge moulues, enveloppés dans des feuilles de chaya. Au Campeche et au Yucatán, il est également connu sous le nom de dzotobichay. Sa préparation est décrite au XVIIIe siècle dans le quatrième chapitre des Chilam Balam en langue Maya Yucatèque sous le nom de dzotob chay.
Le dzotobilchay incorpore de la pâte de maïs avec du sel et du saindoux, ingrédients présents dans les autres variétés de tamals mexicains. Ils sont enveloppés soit dans des feuilles de Chaya ou dans des feuilles de bananier (cette dernière forme de préparation est caractéristique des tamals du sud du Mexique). Dans les deux cas, les dzotobilchay sont cuits à la vapeur. Ils sont accompagnés d'une sauce tomate et d'oignons, communément appelée chiltomate, et peuvent également être saupoudrés de poudre de graines de courge.
Plat typique de la cuisine du Yucatán (es), il est souvent préparé par la population indigène et métisse de la péninsule. On le trouve aussi fréquemment au menu des restaurants spécialisés dans la cuisine yucatèque dans d'autres parties du monde.